# Еміне-Баїр-Хосар
Еміне́-Баї́р-Хоса́р (крим. Emine Bayır Hasar) — печера на гірському масиві Чатир-Даг поблизу Сімферополя (Крим).

## Назва
У перекладі з кримськотатарської мови назва печери означає «колодязь на схилі гори під дубом (огороджений дубом)» (Еміне — дуб, а також розповсюджене кримськотатарське жіноче ім'я, bayır — пагорб(гора), hasar — вирва, воронка, провал).

## Опис
Печера є частиною спелеокомплексу «Мармурова печера».
Вперша була пройдена в 1927 році. Її глибина становить 125 метрів, а протяжність переходів — 1 460 метрів. Світова слава прийшла до печери в 1970—1980-х роках, коли спелеологи відкрили декілька сотень метрів нових зал і галерей.

## Вхід і північна галерея
Вхід до печери влаштований спелеологами на місці стародавнього русла річки, водами якої була промита печера. Через Північну галерею веде хід до 120-метрової Головної зали, південна стіна якої являє собою різнокольорову кальцитову завісу, що є унікальним для європейських печер.

## Палеозоологічна експозиція
В Головному залі знаходиться невеликий «палеонтологічний музей», де виставлені на показ знайдені в печері кістки доісторичних тварин: шерстистого носорога, бізона, печерних лева і ведмедя. Добре зберігся скелет мамонта.

## Маршрути з Головної зали
Із Головної зали стежки ведуть:
- ліва — під натічну арку в зал Віктора Дублянського, названий на честь кримського науковця-спелеолога;
- права, поміж «ліс» білосніжних колон в Тронний зал, — до напливів «Шапка Мономаха» і «Кам'яна квітка».

## Верхня галерея
Верхня галерея печери починається на висоті десяти метрів над дном Головного залу. Тут знаходиться Озерний зал і зал Ідолів, що являє собою більше сотні сталагмітів, які розташовані по периметру.
Печера відкрита для відвідування туристів.